# Ден Гайноут
Ден Гайноут (англ. Dan Hinote, нар. 30 січня 1977, Лісберг, Флорида) — колишній американський хокеїст, що грав на позиції крайнього нападника.
Володар Кубка Стенлі. Провів понад 500 матчів у Національній хокейній лізі.

## Ігрова кар'єра
Хокейну кар'єру розпочав 1994 року.

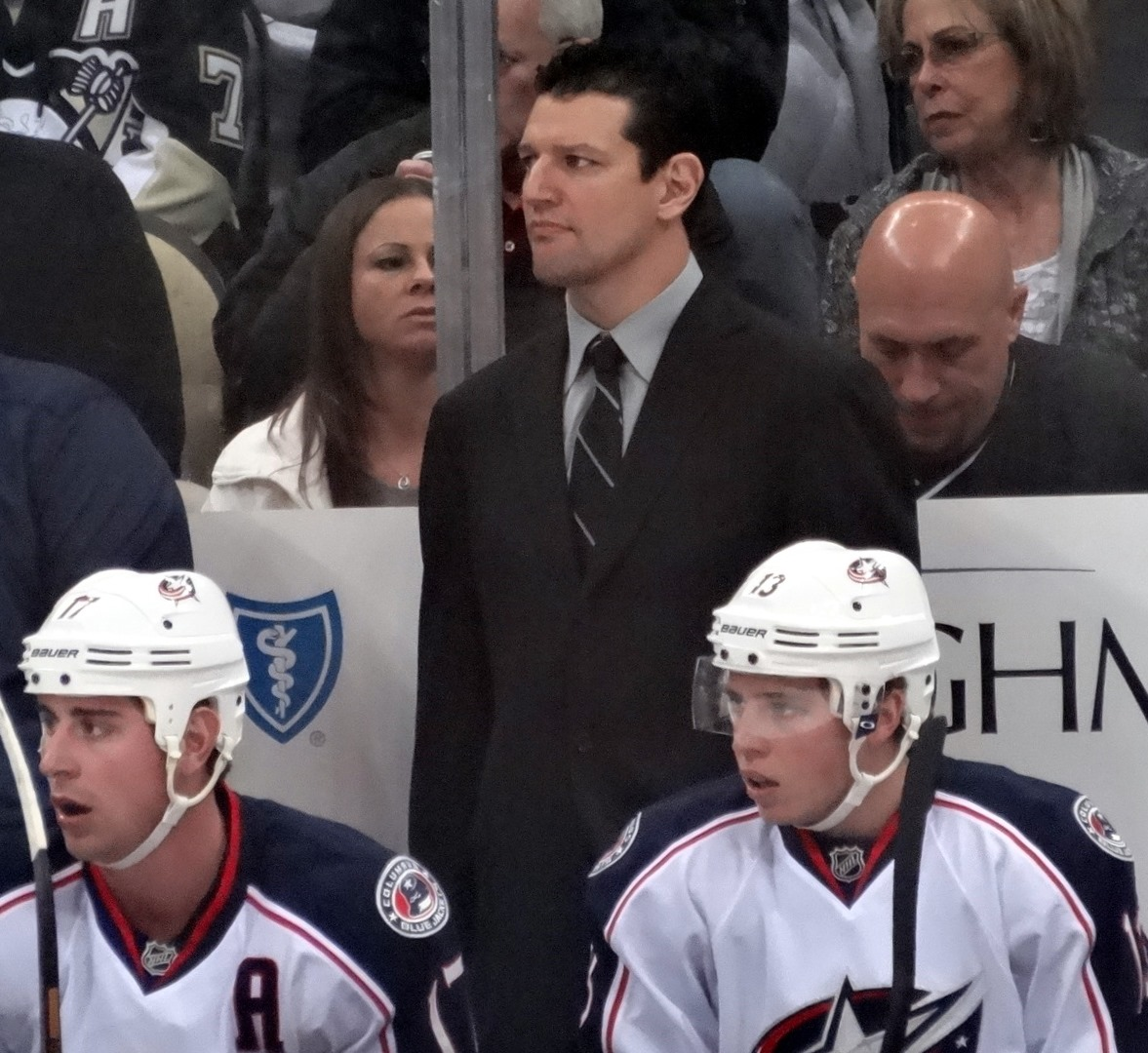
Гайноут, як асистент головного тренера «Колумбус Блю-Джекетс»

1996 року був обраний на драфті НХЛ під 167-м загальним номером командою «Колорадо Аваланч».
Протягом професійної клубної ігрової кар'єри, що тривала 13 років, захищав кольори команд «Колорадо Аваланч», МОДО та «Сент-Луїс Блюз».
Загалом провів 575 матчів у НХЛ, включаючи 72 гри плей-оф Кубка Стенлі.

## Тренерська робота
З 1 липня 2010 асистент головного тренера «Колумбус Блю-Джекетс», працював на цій посаді до літа 2014.

## Нагороди та досягнення
- Учасник матчу усіх зірок НХЛ — 2000.
- Володар Кубка Стенлі в складі «Колорадо Аваланч» — 2001.

## Статистика
| Сезон        | Клуб                   | Ліга         | Регулярний сезон | Регулярний сезон | Регулярний сезон | Регулярний сезон | Регулярний сезон | Плей-оф | Плей-оф | Плей-оф | Плей-оф | Плей-оф |
| Сезон        | Клуб                   | Ліга         | І                | Г                | П                | О                | ШХ               | І       | Г       | П       | О       | ШХ      |
| ------------ | ---------------------- | ------------ | ---------------- | ---------------- | ---------------- | ---------------- | ---------------- | ------- | ------- | ------- | ------- | ------- |
| 1994–95      | Військова академія США | НКАА         | 33               | 20               | 24               | 44               | 20               | —       | —       | —       | —       | —       |
| 1995–96      | Військова академія США | НКАА         | 34               | 21               | 24               | 45               | 22               | —       | —       | —       | —       | —       |
| 1996–97      | «Ошава Дженералс»      | ОХЛ          | 60               | 15               | 13               | 28               | 58               | 18      | 4       | 5       | 9       | 8       |
| 1997–98      | «Ошава Дженералс»      | ОХЛ          | 35               | 12               | 15               | 27               | 39               | 5       | 2       | 2       | 4       | 7       |
| 1997–98      | «Герші Берс»           | АХЛ          | 24               | 1                | 4                | 5                | 25               | —       | —       | —       | —       | —       |
| 1998–99      | «Герші Берс»           | АХЛ          | 65               | 4                | 16               | 20               | 95               | 5       | 3       | 1       | 4       | 6       |
| 1999–00      | «Колорадо Аваланч»     | НХЛ          | 27               | 1                | 4                | 3                | 10               | —       | —       | —       | —       | —       |
| 1999–00      | «Герші Берс»           | АХЛ          | 55               | 28               | 31               | 59               | 96               | 14      | 4       | 5       | 9       | 19      |
| 2000–01      | «Колорадо Аваланч»     | НХЛ          | 76               | 5                | 10               | 15               | 51               | 23      | 2       | 4       | 6       | 21      |
| 2001–02      | «Колорадо Аваланч»     | НХЛ          | 58               | 6                | 6                | 12               | 39               | 19      | 1       | 2       | 3       | 9       |
| 2002–03      | «Колорадо Аваланч»     | НХЛ          | 60               | 6                | 4                | 10               | 49               | 7       | 1       | 2       | 3       | 2       |
| 2003–04      | «Колорадо Аваланч»     | НХЛ          | 59               | 4                | 7                | 11               | 57               | 11      | 1       | 0       | 1       | 0       |
| 2004–05      | МОДО                   | Елітсерія    | 23               | 2                | 1                | 3                | 162              | —       | —       | —       | —       | —       |
| 2005–06      | «Колорадо Аваланч»     | НХЛ          | 73               | 5                | 8                | 13               | 48               | 9       | 1       | 1       | 2       | 31      |
| 2006–07      | «Сент-Луїс Блюз»       | НХЛ          | 41               | 5                | 5                | 10               | 23               | —       | —       | —       | —       | —       |
| 2007–08      | «Сент-Луїс Блюз»       | НХЛ          | 58               | 5                | 5                | 10               | 42               | —       | —       | —       | —       | —       |
| 2008–09      | «Сент-Луїс Блюз»       | НХЛ          | 51               | 1                | 4                | 5                | 64               | 3       | 0       | 0       | 0       | 4       |
| 2009–10      | МОДО                   | ШХЛ          | 26               | 4                | 4                | 8                | 28               | —       | —       | —       | —       | —       |
| Усього в НХЛ | Усього в НХЛ           | Усього в НХЛ | 503              | 38               | 52               | 90               | 383              | 72      | 6       | 9       | 15      | 67      |